# Pentagonite
La pentagonite est une espèce minérale du groupe des silicates et du sous-groupe des phyllosilicates de formule Ca(V4+O)Si4O10,4H2O.

## Historique de la description et appellations

### Inventeur et étymologie
Décrite par LLoyd Staples, Howard Evans et James Lindsay en 1973 ; le nom de pentagonite lui a été donné pour sa tendance à former des agrégats de cinq individus.

### Topotype
GisementOwyhee Dam, Lake Owyhee State Park, Comté de Malheur, Comté de Columbia, États-Unis.
ÉchantillonsLes échantillons de référence sont déposés au Muséum d'histoire naturelle de Washington D.C

## Caractéristiques physico-chimiques

### Cristallochimie
- La pentagonite est un polymorphe de la cavansite.
- Elle appartient au groupe cavansite-pentagonite

Groupe cavansite-pentagonite
- Cavansite Ca(V4+O)Si4O10,4H2O, Pcmn; 2/m 2/m 2/m
- Pentagonite Ca(V4+O)Si4O10,4H2O, Ccm21; mm2

### Cristallographie
- Paramètres de la maille conventionnelle : a = 10,298 Å, b = 13,999 Å, c = 8,891 Å, α = 1,533 °, β = 1,544 °, γ = 1,547 °, Z = 4, V = 1 281,60 Å3
- Densité calculée = 2,34

### Propriétés physiques
HabitusLa pentagonite se trouve le plus souvent sous forme de cristaux prismatiques d'environ 1 millimètre, ou sous forme de rosettes atteignant 1 centimètre.

## Gîtes et gisements

### Gîtologie et minéraux associés
GîtologieLa pentagonite se trouve dans les vacuoles des basaltes et des tufs, avec toutes sortes de zéolites.
Minéraux associés
- zéolites comme la stilbite, l'heulandite
- calcite, apophyllite, babingtonite, quartz
- Cavansite

### Gisements remarquables
- États-Unis

Owyhee Dam, Lake Owyhee State Park, Comté de Malheur, Oregon
- Inde

Wagholi Quarry, Wagholi, Poona district, Maharashtra, Trapps du Deccan.
Indori, Talegaon, Lonavale (Lonavala), Pune District (Poonah District), Maharashtra